# Formel 1-VM 1962
Formel 1-VM 1962 hade nio deltävlingar som kördes under perioden 20 maj-29 december. Förarmästerskapet vanns av britten Graham Hill och konstruktörsmästerskapet av BRM.

## Vinnare
- Förare:  Graham Hill, Storbritannien, BRM
- Konstruktör:  BRM, Storbritannien

## Grand Prix 1962
| Grand Prix                 | Datum        | Bana              | Vinnande förare! Vinnande stall | Vinnande tillverkare |               |   |
| -------------------------- | ------------ | ----------------- | ------------------------------- | -------------------- | ------------- | - |
| Nederländernas Grand Prix  | 20 maj       | Zandvoort         | Graham Hill                     | BRM                  |               | * |
| Monacos Grand Prix         | 3 juni       | Monte Carlo       | Bruce McLaren                   | Cooper               | Cooper-Climax | * |
| Belgiens Grand Prix        | 17 juni      | Spa-Francorchamps | Jim Clark                       | Lotus                | Lotus-Climax  | * |
| Frankrikes Grand Prix      | 8 juli       | Rouen-les-Essarts | Dan Gurney                      | Porsche              |               | * |
| Storbritanniens Grand Prix | 21 juli      | Aintree           | Jim Clark                       | Lotus                | Lotus-Climax  | * |
| Tysklands Grand Prix       | 5 augusti    | Nürburgring       | Graham Hill                     | BRM                  |               | * |
| Italiens Grand Prix        | 16 september | Monza             | Graham Hill                     | BRM                  |               | * |
| USA:s Grand Prix           | 7 oktober    | Watkins Glen      | Jim Clark                       | Lotus                | Lotus-Climax  | * |
| Sydafrikas Grand Prix      | 29 december  | East London       | Graham Hill                     | BRM                  |               | * |

## Grand Prix utanför VM 1962
| Grand Prix /Race           | Datum       | Bana                | Vinnande förare! Vinnande stall | Vinnande tillverkare |               |
| -------------------------- | ----------- | ------------------- | ------------------------------- | -------------------- | ------------- |
| Cape Grand Prix            | 2 januari   | Killarney           | Trevor Taylor                   | Lotus                | Lotus-Climax  |
| Bryssels Grand Prix        | 1 april     | Bryssel             | Willy Mairesse                  | Ferrari              |               |
| Lombank Trophy             | 4 april     | Snetterton          | Jim Clark                       | Lotus                | Lotus-Climax  |
| Lavant Cup                 | 23 april    | Goodwood            | Bruce McLaren                   | Cooper               | Cooper-Climax |
| Glover Trophy              | 23 april    | Goodwood            | Graham Hill                     | BRM                  |               |
| Paus Grand Prix            | 23 april    | Pau                 | Maurice Trintignant             | R R C Walker         | Lotus-Climax  |
| Aintree 200                | 29 april    | Aintree             | Jim Clark                       | Lotus                | Lotus-Climax  |
| International Trophy       | 12 maj      | Silverstone         | Graham Hill                     | BRM                  |               |
| Neapels Grand Prix         | 20 maj      | Posillipo           | Willy Mairesse                  | Ferrari              |               |
| International 2000 Guineas | 11 juni     | Mallory Park        | John Surtees                    | Reg Parnell          | Lola-Climax   |
| Crystal Palace Trophy      | 11 juni     | Crystal Palace      | Innes Ireland                   | BRP                  | Lotus-BRM     |
| Reims Grand Prix           | 1 juli      | Reims               | Bruce McLaren                   | Cooper               | Cooper-Climax |
| Solitudes Grand Prix       | 15 juli     | Solitude            | Dan Gurney                      | Porsche              |               |
| Kanonloppet                | 12 augusti  | Karlskoga           | Masten Gregory                  | BRP                  | Lotus-Climax  |
| Medelhavets Grand Prix     | 18 augusti  | Pergusa             | Lorenzo Bandini                 | Ferrari              |               |
| Danmarks Grand Prix        | 26 augusti  | Roskilde Ring       | Jack Brabham                    | Brabham              | Lotus-Climax  |
| International Gold Cup     | 1 september | Oulton Park         | Jim Clark                       | Lotus                | Lotus-Climax  |
| Mexikos Grand Prix         | 4 november  | Mexico City         | Trevor Taylor                   | Lotus                | Lotus-Climax  |
| Rands Grand Prix           | 15 december | Kyalami             | Jim Clark                       | Lotus                | Lotus-Climax  |
| Natals Grand Prix          | 22 december | Westmead, Sydafrika | Trevor Taylor                   | Lotus                | Lotus-Climax  |

## Stall, nummer och förare 1962
| Stall/Tillverkare                                          | Nummer                            | Förare                                 |
| ---------------------------------------------------------- | --------------------------------- | -------------------------------------- |
| Anglo-American Equipe (Cooper-Climax)                      | 25, 36, 62                        | Ian Burgess, Storbritannien            |
| Autosport Team Wolfgang Seidel (Lotus-BRM)                 | 23                                | Dan Gurney, USA                        |
| Autosport Team Wolfgang Seidel (Lotus-BRM)                 | 34, 44                            | Wolfgang Seidel, Tyskland              |
| Autosport Team Wolfgang Seidel (Lotus-BRM)                 | 34                                | Gunther Seiffert, Tyskland             |
| Autosport Team Wolfgang Seidel (Lotus-BRM)                 | 60                                | Tony Shelly, Nya Zeeland               |
| BRM                                                        | 1, 3, 4, 8, 10, 11, 12, 14, 17    | Graham Hill, Storbritannien            |
| BRM                                                        | 2, 4, 5, 8, 10, 12, 14, 18        | Richie Ginther, USA                    |
| BRM                                                        | 5                                 | Bruce Johnstone, Sydafrika             |
| BRP (Lotus-BRM & Lotus-Climax)                             | 9, 11, 15, 20, 32, 34, 36, 40     | Innes Ireland, Storbritannien          |
| BRP (Lotus-BRM & Lotus-Climax)                             | 10, 16, 21, 32, 34, 38            | Masten Gregory, USA                    |
| Bernard Collomb (Cooper-Climax)                            | 31                                | Bernard Collomb, Frankrike             |
| Brabham (Lotus-Climax & Brabham-Climax)                    | 8, 10, 15, 16, 17, 22, 26, 30     | Jack Brabham, Australien               |
| Cooper-Climax                                              | 6, 8, 9, 14, 16, 21, 22, 25, 28   | Bruce McLaren, Nya Zeeland             |
| Cooper-Climax                                              | 7, 9, 10, 16, 18, 22, 24, 26, 30  | Tony Maggs, Sydafrika                  |
| Cooper-Climax                                              | 23                                | Tim Mayer, USA                         |
| De Tomaso                                                  | 34                                | Nasif Estéfano, Argentina              |
| Dupont Team Zerex (Lotus-Climax)                           | 14                                | Roger Penske, USA                      |
| Ecurie Excelsior (Lotus-Climax)                            | 26, 30, 46                        | Jay Chamberlain, USA                   |
| Ecurie Filipinetti (Lotus-BRM & Lotus-Climax)              | 19, 22, 40, 42                    | Jo Siffert, Schweiz                    |
| Ecurie Filipinetti (Lotus-BRM & Lotus-Climax)              | 28                                | Heinz Schiller, Schweiz                |
| Ecurie Filipinetti (Porsche)                               | 32                                | Heini Walter, Schweiz                  |
| Ecurie Galloise (BRM & Cooper-Climax)                      | 20, 21, 24, 42                    | Jackie Lewis, Storbritannien           |
| Ecurie Maarsbergen (Porsche)                               | 7, 12, 14, 15, 18, 32, 38, 44, 54 | Carel Godin de Beaufort, Nederländerna |
| Ecurie Maarsbergen (Porsche)                               | 15                                | Ben Pon, Nederländerna                 |
| Ecurie Maarsbergen (Emeryson-Climax)                       | 16                                | Wolfgang Seidel, Tyskland              |
| Ecurie Nationale Suisse (Lotus-Climax)                     | 46                                | Jo Siffert, Schweiz                    |
| Emeryson (Lotus-Climax & Emeryson-Climax)                  | 4                                 | John Campbell-Jones, Storbritannien    |
| Emeryson (Lotus-Climax & Emeryson-Climax)                  | 40, 48                            | Tony Settember, USA                    |
| ENB (Lotus-Climax & ENB-Maserati)                          | 19, 21                            | Lucien Bianchi, Belgien                |
| Ernest Pieterse (Lotus-Climax)                             | 14                                | Ernie Pieterse, Sydafrika              |
| Ferrari                                                    | 1, 2, 9, 10, 36                   | Phil Hill, USA                         |
| Ferrari                                                    | 2, 11                             | Giancarlo Baghetti, Italien            |
| Ferrari                                                    | 3, 4, 12, 41                      | Ricardo Rodriguez, Mexiko              |
| Ferrari                                                    | 4, 6, 38                          | Lorenzo Bandini, Italien               |
| Ferrari                                                    | 8, 10, 40                         | Willy Mairesse, Belgien                |
| Gerry Ashmore (Lotus-Climax)                               | 52                                | Gerry Ashmore, Storbritannien          |
| Gilby-BRM                                                  | 27, 56                            | Keith Greene, Storbritannien           |
| Hap Sharp (Cooper-Climax)                                  | 24                                | Hap Sharp, USA                         |
| Jim Hall (Lotus-Climax)                                    | 25                                | Jim Hall, USA                          |
| John Dalton (Lotus-Climax)                                 | 29, 48                            | Tony Shelly, Nya Zeeland               |
| John Love (Cooper-Climax)                                  | 18                                | John Love, Sydrhodesia                 |
| John Mecom (Lotus-Climax)                                  | 26                                | Rob Schroeder, USA                     |
| Lotus-Climax                                               | 1, 4, 5, 8, 12, 16, 18, 20        | Jim Clark, Storbritannien              |
| Lotus-Climax                                               | 2, 5, 6, 9, 14, 17, 20, 22        | Trevor Taylor, Storbritannien          |
| Mike Harris (Cooper-Alfa Romeo)                            | 22                                | Mike Harris, Sydafrika                 |
| Otello Nucci (LDS-Alfa Romeo)                              | 21                                | Doug Serrurier, Sydafrika              |
| Porsche                                                    | 2, 8, 10, 11, 18, 32              | Joakim Bonnier, Sverige                |
| Porsche                                                    | 4, 7, 8, 10, 12, 16, 30           | Dan Gurney, USA                        |
| Porsche                                                    | 11                                | Phil Hill, USA                         |
| R R C Walker (Lotus-Climax)                                | 6, 17, 18, 28, 30, 36             | Maurice Trintignant, Frankrike         |
| Reg Parnell (Lola-Climax)                                  | 5, 6, 14, 18, 19, 24, 28, 46      | John Surtees, Storbritannien           |
| Reg Parnell (Lola-Climax)                                  | 7, 15, 19, 20, 26, 44             | Roy Salvadori, Storbritannien          |
| Scuderia Jolly Club (Lotus-Climax)                         | 54                                | Ernesto Prinoth, Italien               |
| Scuderia SSS Republica di Venezia (Lotus-Climax & Porsche) | 24, 26, 42                        | Nino Vaccarella, Italien               |
| Scuderia Scribante (Lotus-Climax)                          | 20                                | Neville Lederle, Sydafrika             |
| Scuderia Settecolli (De Tomaso-Osca)                       | 50                                | Roberto Lippi, Italien                 |

## Slutställning förare 1962
| Placering | Förare! Stall           | Konstruktör        | Poäng                         |    |
| --------- | ----------------------- | ------------------ | ----------------------------- | -- |
| 1         | Graham Hill             | BRM                |                               | 42 |
| 2         | Jim Clark               | Lotus              | Lotus-Climax                  | 30 |
| 3         | Bruce McLaren           | Cooper             | Cooper-Climax                 | 27 |
| 4         | John Surtees            | Reg Parnell        | Lola-Climax                   | 19 |
| 5         | Dan Gurney              | Porsche            |                               | 15 |
| 6         | Phil Hill               | Ferrari            |                               | 14 |
| 7         | Tony Maggs              | Cooper             | Cooper-Climax                 | 13 |
| 8         | Richie Ginther          | BRM                |                               | 10 |
| 9         | Jack Brabham            | Brabham            | Lotus-Climax & Brabham-Climax | 9  |
| 10        | Trevor Taylor           | Lotus              | Lotus-Climax                  | 6  |
| 11        | Giancarlo Baghetti      | Ferrari            |                               | 5  |
| 12        | Lorenzo Bandini         | Ferrari            |                               | 4  |
| 13        | Ricardo Rodriguez       | Ferrari            |                               | 4  |
| 14        | Willy Mairesse          | Ferrari            |                               | 3  |
| 15        | Joakim Bonnier          | Porsche            |                               | 3  |
| 16        | Innes Ireland           | BRP                | Lotus-Climax                  | 2  |
| 17        | Carel Godin de Beaufort | Ecurie Maarsbergen | Porsche                       | 2  |
| 18        | Neville Lederle         | Scuderia Scribante | Lotus-Climax                  | 1  |
| 19        | Masten Gregory          | BRP                | Lotus-BRM                     | 1  |

## Slutställning konstruktörer 1962
| Placering | Konstruktör       | Poäng |
| --------- | ----------------- | ----- |
| 1         | BRM               | 42    |
| 2         | Lotus-Climax      | 36    |
| 3         | Cooper-Climax     | 29    |
| 4         | Lola-Climax       | 19    |
| 5         | Porsche           | 18    |
| =         | Ferrari           | 18    |
| 7         | Brabham-Climax    | 6     |
| 8         | Lotus-BRM         | 1     |
| 9         | Emeryson-Climax   | 0     |
| =         | LDS-Alfa Romeo    | 0     |
| =         | Cooper-Alfa Romeo | 0     |
| =         | ENB-Maserati      | 0     |
| =         | Gilby-BRM         | 0     |
| =         | De Tomaso-Osca    | 0     |
| =         | De Tomaso         | 0     |